# Srednji Gasteraj
Srednji Gasteraj – wieś w Słowenii, w gminie Sveti Jurij v Slovenskih goricah. W 2018 roku liczyła 68 mieszkańców.